# Sterphus andicus
Sterphus andicus är en tvåvingeart som beskrevs av Heikki Hippa 1978. Sterphus andicus ingår i släktet Sterphus och familjen blomflugor.
Artens utbredningsområde är Bolivia. Inga underarter finns listade i Catalogue of Life.